# Boîte à œufs
 (février 2016).
Si vous disposez d'ouvrages ou d'articles de référence ou si vous connaissez des sites web de qualité traitant du thème abordé ici, merci de compléter l'article en donnant les références utiles à sa vérifiabilité et en les liant à la section « Notes et références ».
Pour les articles homonymes, voir Boîte et Œuf.

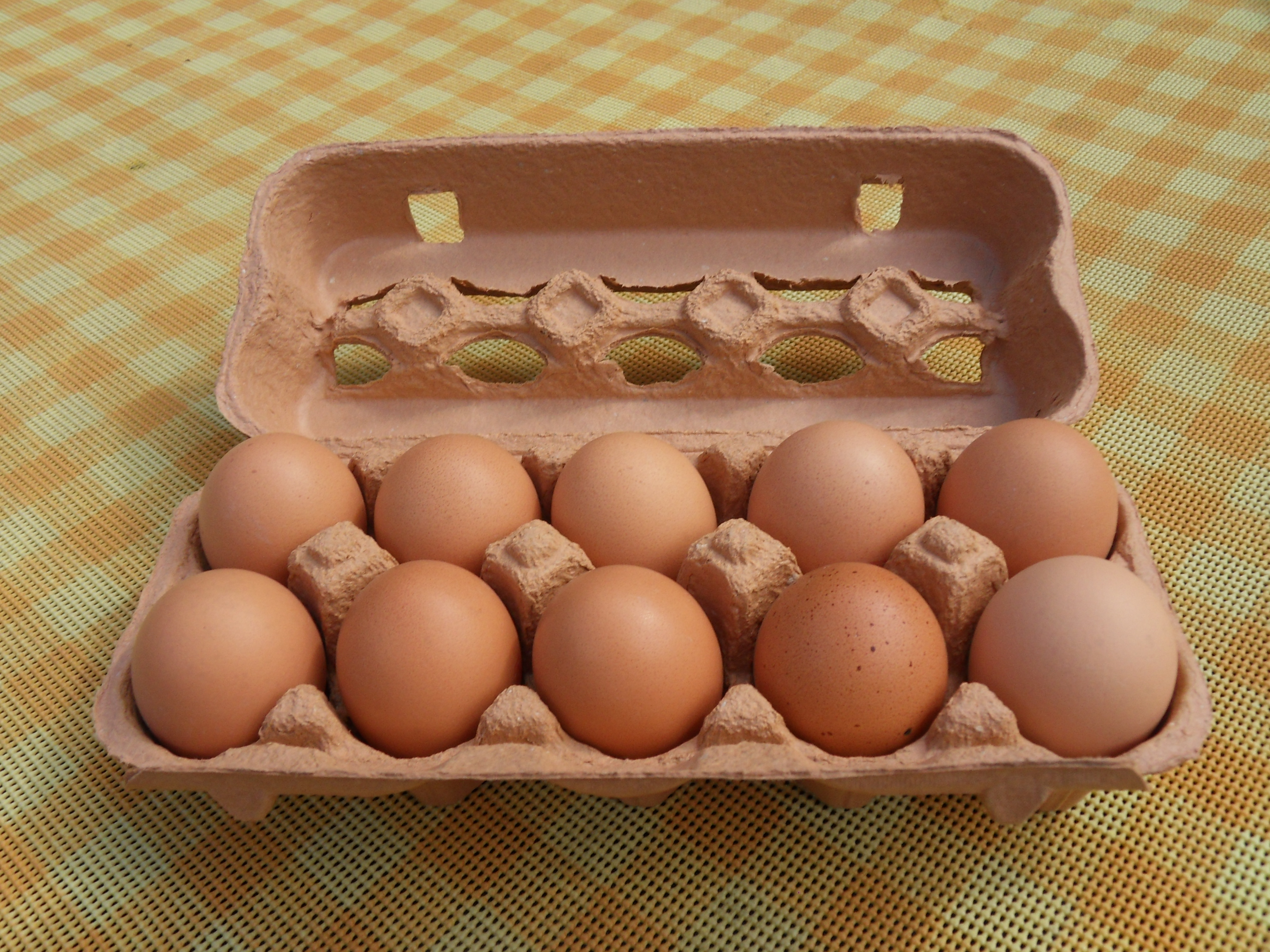

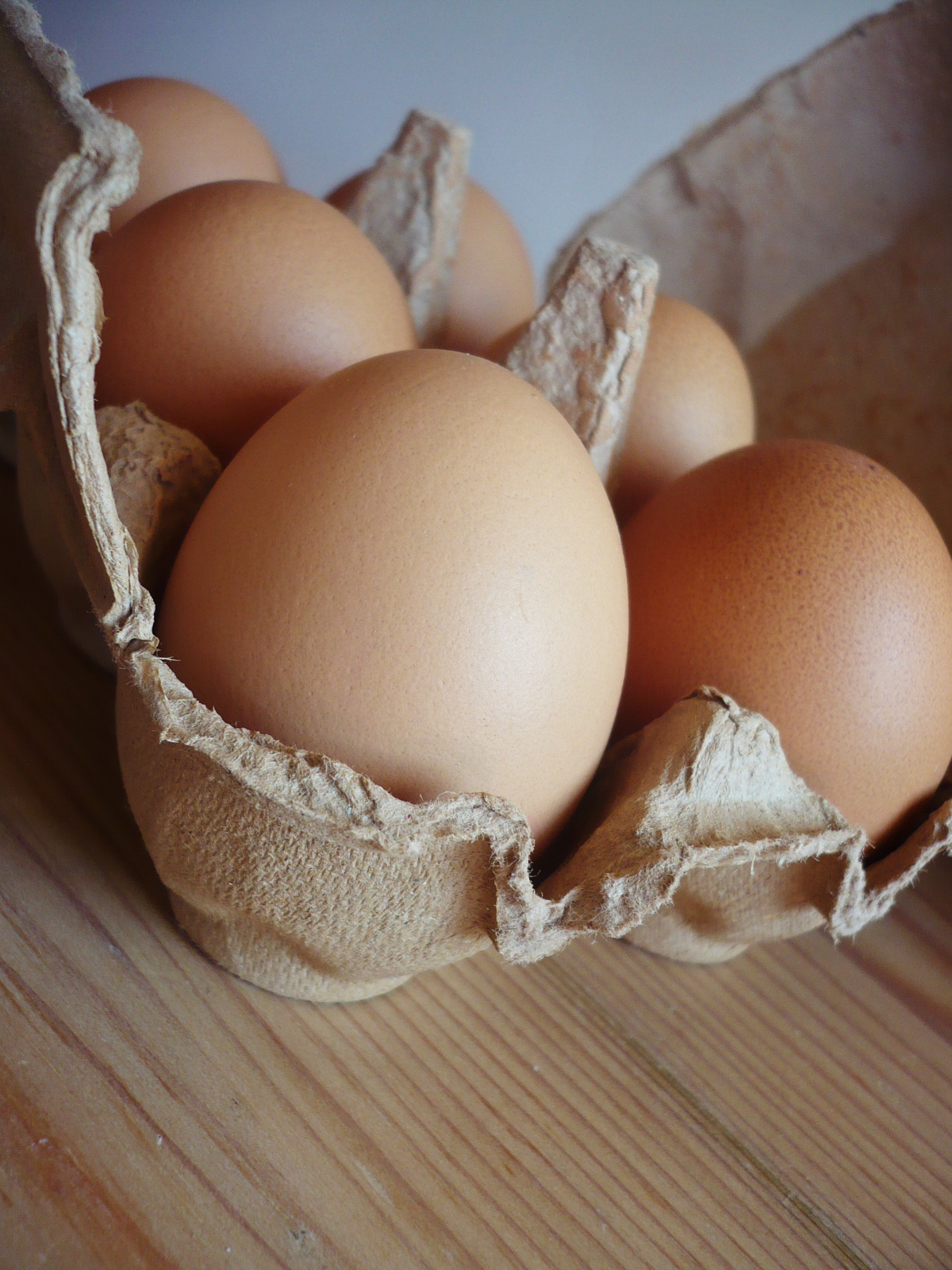
Œufs dans une boîte à œufs.

Une boîte à œufs est une boîte en pâte à papier moulée ou en plastique, servant à la protection et au transport des œufs, principalement ceux de poules.
Elle a été inventée en 1911 par Joseph Coyle à Smithers pour résoudre un litige local opposant un fermier à un propriétaire d'hôtel d'Aldermere en Colombie-Britannique, à propos du haut niveau de casse des œufs du fermier lors de leur livraison.

## Description
La boîte, principalement en carton mais parfois aujourd'hui en plastique, a une forme rectangulaire et alvéolée de l'intérieur. 
Chaque alvéole (4, 6, 10 ou 12 selon les boîtes) accueille un seul œuf et l'isole. Cette structure permet de protéger les œufs pendant le transport et le stockage en absorbant les chocs et en limitant les incidents de fracture pour les coquilles d'œuf fragiles.
Une boîte à œufs peut être faite en différents matériaux, en mousse plastique tels que le polystyrène ou encore à partir de papier recyclé et de pâte moulée au moyen d'un processus de papier mâché mécanisé. L'utilisation d'une boîte à œufs en plastique, encore peu répandue[réf. nécessaire], sert surtout pour conserver les œufs chez la personne[Qui ?].

## Étiquetage et commercialisation

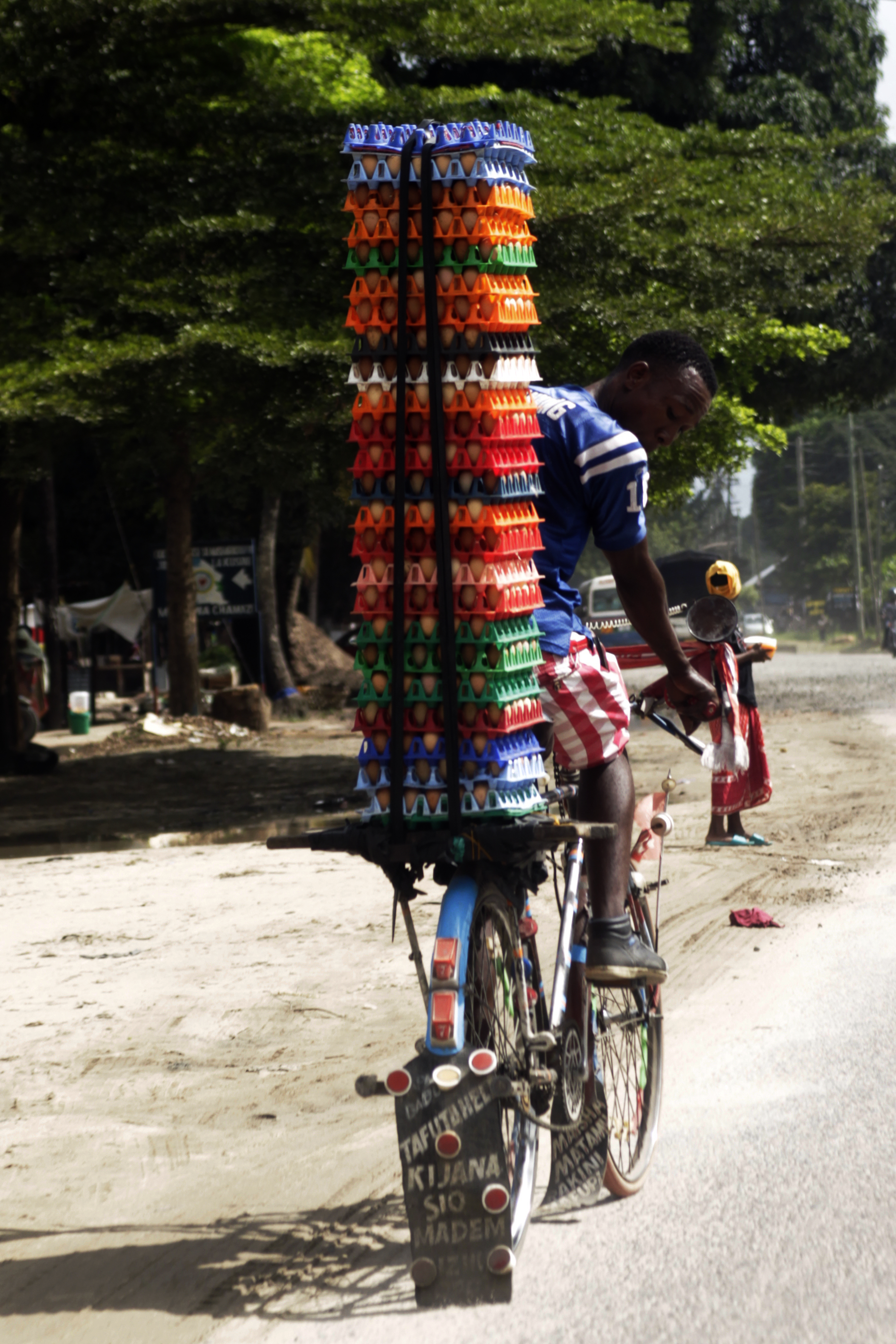
Livreur d'œufs en boîtes à Dar es Salaam (Tanzanie).

Selon les pays et les époques, les règles d'étiquetage ont évolué. Les États-membres de l'Union européenne doivent veiller à ce qu'un certain nombre d'informations soient présentes (et non mensongères), pour notamment garantir la sécurité sanitaire et donc les règles de traçabilité. 
En France, une vaste enquête a été conduite en 2016 par le ministère de l’Économie et sa Direction générale de la concurrence, de la consommation et de la répression des fraudes, pour  vérifier l’étiquetage des œufs ainsi que leurs conditions d’entreposage. Cette enquête a porté sur le calibrage des œufs, la bonne tenue des registres, l'établissement précis des dates, les mentions obligatoires devant figurer sur l'étiquetage, et le respect des normes de publicité. Cette vérification a concerné tous les centres d’emballage (des ateliers artisanaux aux gros centres industriels. Il s'agissait de fournir une vision globale du secteur, et de comparer les modes de fonctionnement selon la taille des établissements, les modalités d’élevage, le nombre de fournisseurs, et la quantité d’œufs quotidiennement conditionnés. Les inspections ont aussi concerné les GMS, les marchés, les commerces de gros et des commerces de détail (épiceries, magasins spécialisés en produits frais...). La conclusion est que la réglementation n'est pas ou mal respectée dans un quart des cas :  « La DGCCRF a mené une enquête destinée à s’assurer du respect des normes de commercialisation des œufs au stade du conditionnement. Les contrôles effectués auprès des centres d’emballage font apparaître un taux d’anomalie de 25 %. La moitié des opérateurs présente au moins un manquement. » Les défauts ou irrégularités relevés concernaient les « règles d’étiquetage, la publicité (allégations de nature à induire le consommateur en erreur), la traçabilité, le calibrage, les autocontrôles de poids, la date de durabilité minimale, la tenue des registres. Des irrégularités dans le marquage des œufs et le mirage. »